# (1165) Imprinetta
(1165) Imprinetta – planetoida z pasa głównego asteroid okrążająca Słońce w ciągu 5 lat i 190 dni w średniej odległości 3,12 au. Została odkryta 24 kwietnia 1930 roku w obserwatorium w Johannesburgu przez Hendrika van Genta. Nazwa planetoidy pochodzi od imienia żony odkrywcy. Przed nadaniem nazwy planetoida nosiła oznaczenie tymczasowe (1165) 1930 HM.